# Conisania suaveola
Conisania suaveola là một loài bướm đêm trong họ Noctuidae.